# ジュゼッペ・テラーニ

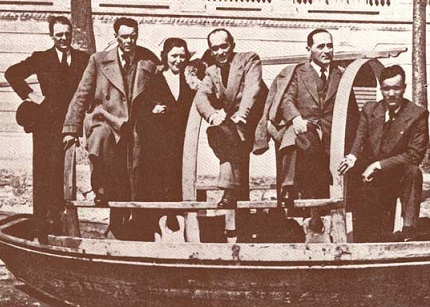
コモにて（1936年・右端がテラーニ以後左へマルチェロ・ニッツォーリ、マンリオ・ロー、ネーヴェ・ニッツォーリ、マリオ・ラディーチェ、ルイージ・ズッコーリ）

ジュゼッペ・テラーニ（Giuseppe Terragni、1904年4月18日 - 1943年7月19日）は、イタリアのモダニストの建築家、都市計画家。合理主義建築を代表する建築家であった。
1920年代にドイツなどで興った建築のモダニズム、インターナショナル・スタイルにいち早く反応しイタリアにおいて普及させようとした。同時に、新しいファシズム体制のための建築を多数設計している。ムッソリーニ政権の基で「カーザ・デル・ファッショ」や「ヴィッラ・ビアンカ」等の優れた建築を実現させている。ムッソリーニ政権崩壊直前に脳卒中で他界した。

## 来歴・人物
1904年、イタリア北部のメーダで生まれた。コモの工科学校卒業後、ミラノのポリテクニコ（ミラノ工科大学）で建築を学んだ。1927年、兄のアッティリオと、コモに建築設計事務所を開き、開設後しばらくはチェーザレ・カッターネオらとコモ市の都市計画に従事していた。
イタリアにおけるモダニズム建築運動の先駆者として、イタリアのモダニズムの代表となる建築を多く残した。またファシストの建築家集団でイタリア合理主義建築を主導した「グルッポ・セッテ」の創設メンバーであり、新古典主義やネオ・バロックなどの復古主義を激しく非難した。1926年、「グルッポ・セッテ」のメンバーのうちの進歩主義的なメンバーと宣言文を発し、復古主義との論争のリーダーとなった。
建築家としての活動期間は13年間に過ぎなかったが、コモに小規模だが重要なデザイナーの集団をつくり、コモおよびミラノをモダニズム建築・イタリア合理主義建築の牙城とした。末期の仕事では、近代建築の理論とイタリアの伝統を融合させて、より「地中海性に富んだ」独特の建築様式に至っている。
作品は146点だが、現存している物は22点。またダンテ・アリギエーリの『神曲』をモチーフにした、実現しなかった記念碑的建築「ダンテウム」など、計画案も多数残されている。

## 作品
| 名称                                 | 年            | 所在地           | 州               | 国       | 備考                                     |
| ------------------------------------ | ------------- | ---------------- | ---------------- | -------- | ---------------------------------------- |
| ホテル・メトロポール・スイス         | 1926-27       | コモ             | ロンバルディア州 | イタリア | ファサード改修                           |
| 第一次世界大戦戦没者慰霊碑           | 1926-32       | エルバ           | ロンバルディア州 | イタリア |                                          |
| ノヴォコムン集合住宅                 | 1927-29       | コモ             | ロンバルディア州 | イタリア |                                          |
| ドメニコ・オルテッリの墓所礼拝所     | 1929          | チェルノッビオ   | ロンバルディア州 | イタリア |                                          |
| アルベルゴ・ポスタ                   | 1929-31       | コモ             | ロンバルディア州 | イタリア |                                          |
| カーザ・デル・ファッショ             | 1928, 1932-36 | コモ             | ロンバルディア州 | イタリア |                                          |
| ヴィトルム店舗                       | 1930          | コモ             | ロンバルディア州 | イタリア |                                          |
| ジャンニ・ステッキーニ廟             | 1930-31       | コモ             | ロンバルディア州 | イタリア | コモ記念墓地内                           |
| レオナルド・ピローヴァノ廟           | 1930-31       | コモ             | ロンバルディア州 | イタリア | コモ記念墓地内                           |
| 戦没者慰霊碑                         | 1930, 1931-33 | コモ             | ロンバルディア州 | イタリア |                                          |
| ギリンゲッリ集合住宅                 | 1933-35       | ミラノ           | ロンバルディア州 | イタリア | [ 注釈 2 ]                               |
| トニネッロ集合住宅                   | 1933-35       | ミラノ           | ロンバルディア州 | イタリア | [ 注釈 2 ]                               |
| ルスティチ集合住宅                   | 1933-36       | ミラノ           | ロンバルディア州 | イタリア | [ 注釈 2 ]                               |
| コモッリ・ルスティチ集合住宅         | 1934-36       | ミラノ           | ロンバルディア州 | イタリア | [ 注釈 2 ]                               |
| ラヴェッツァーリ集合住宅             | 1934-36       | ミラノ           | ロンバルディア州 | イタリア | [ 注釈 2 ]                               |
| サンテリア幼稚園                     | 1934, 1936-37 | コモ             | ロンバルディア州 | イタリア |                                          |
| ペドゥラーリオ集合住宅               | 1935-37       | コモ             | ロンバルディア州 | イタリア |                                          |
| 園芸家のためのヴィッラ               | 1935-37       | コモ（レッビオ） | ロンバルディア州 | イタリア |                                          |
| ヴィッラ・ビアンカ                   | 1936-37       | セーヴェゾ       | ロンバルディア州 | イタリア |                                          |
| テッラーニ館                         | 1936-37       | リッソーネ       | ロンバルディア州 | イタリア | 旧・リッソーネのカーザ・デル・ファッショ |
| ダンテウム                           | 1938          | ローマ           | ラツィオ州       | イタリア | 計画案、                                 |
| アンザーニ通りの集合住宅             | 1938-43       | コモ             | ロンバルディア州 | イタリア |                                          |
| ジュリアーニ・フリジェーリオ集合住宅 | 1939-40       | コモ             | ロンバルディア州 | イタリア |                                          |

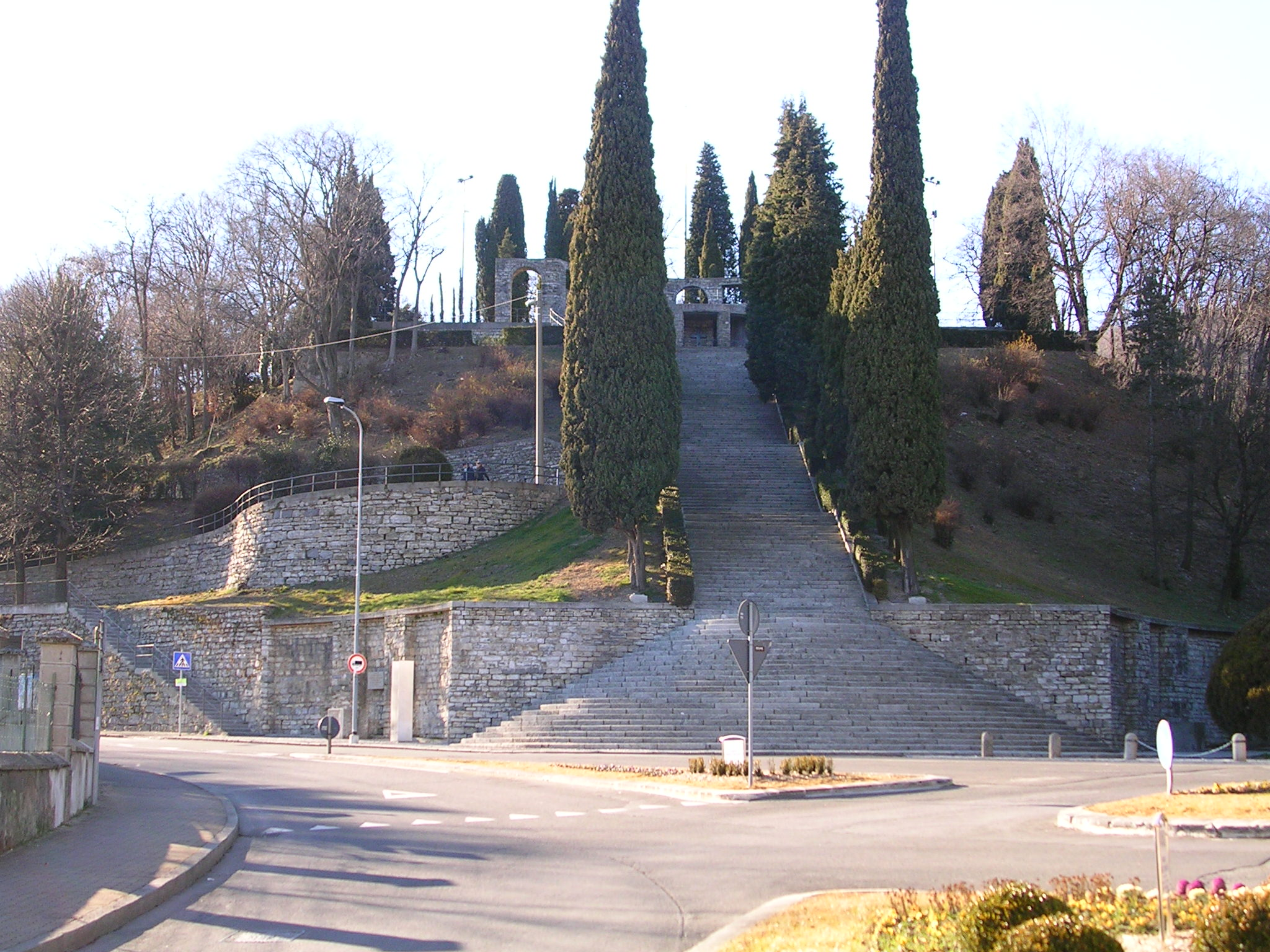
第一次世界大戦戦没者慰霊碑（エルバ）
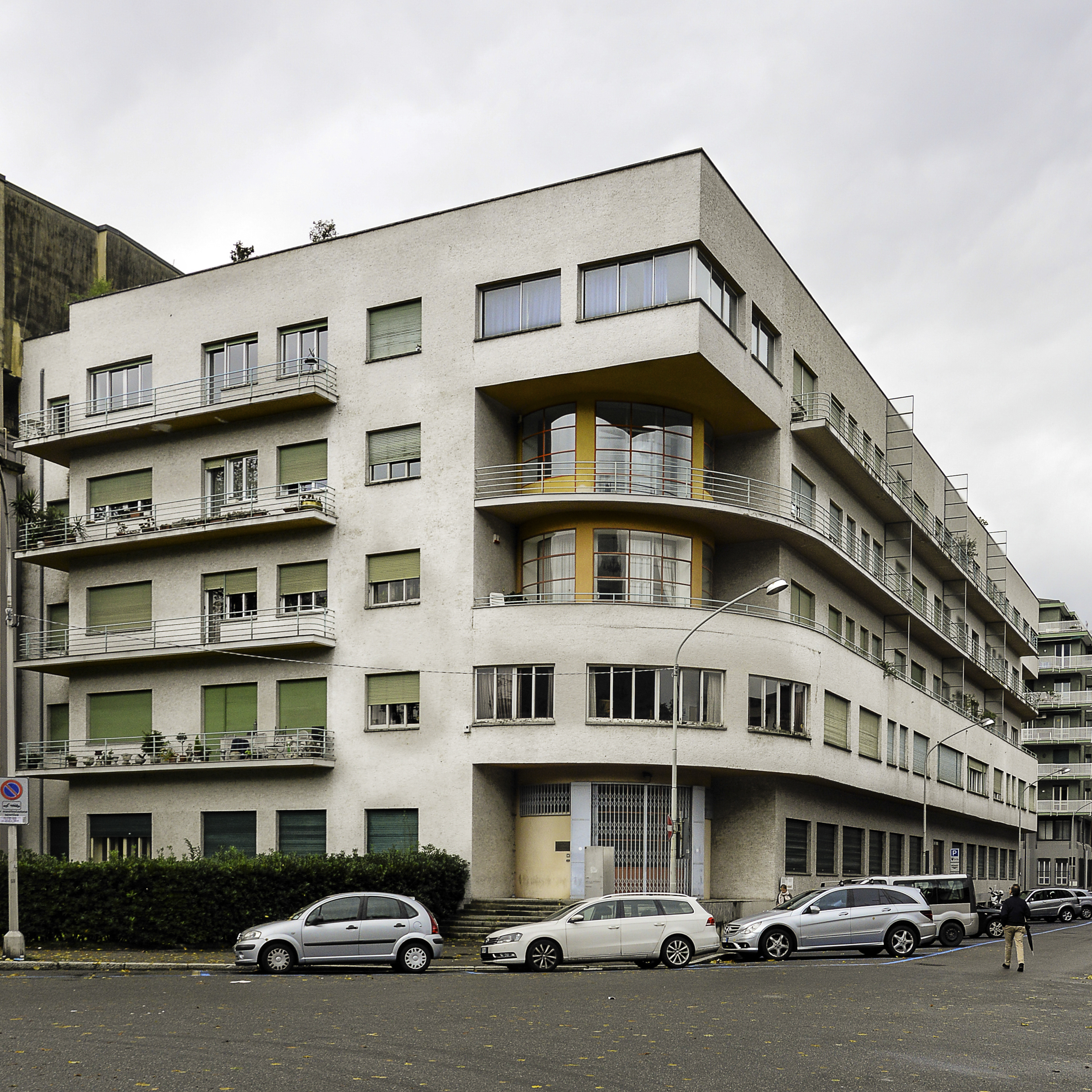
ノヴォコムン集合住宅
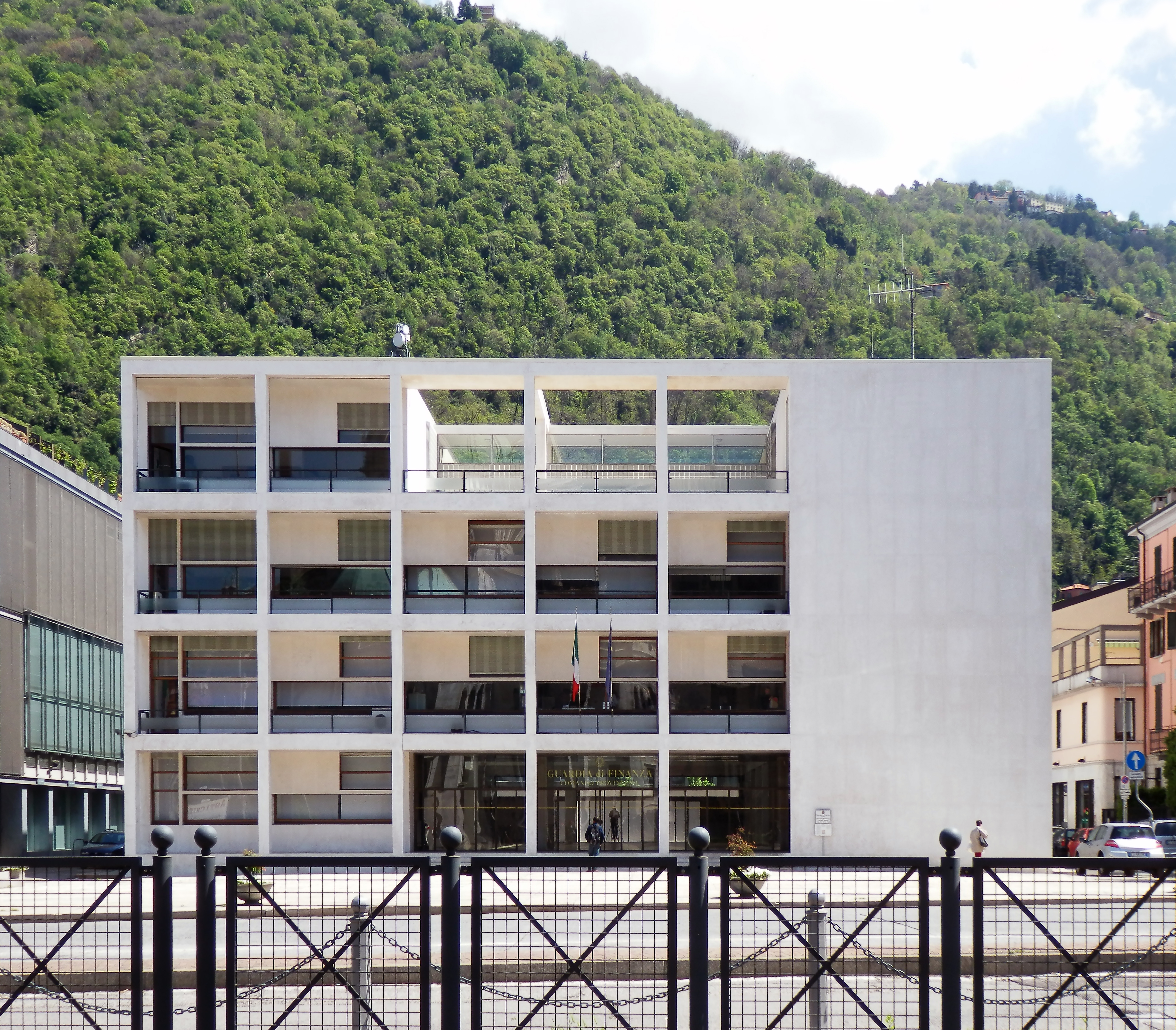
カーザ・デル・ファッショ
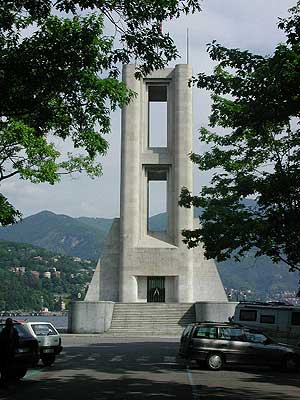
戦没者慰霊碑（コモ）
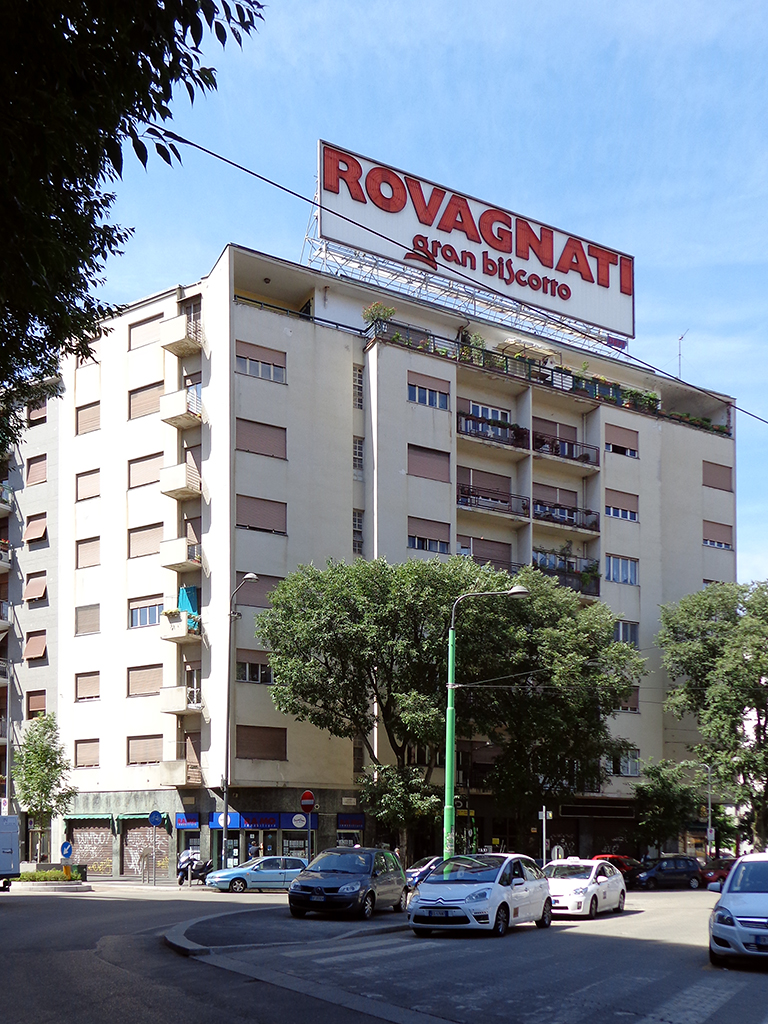
ギリンゲッリ集合住宅
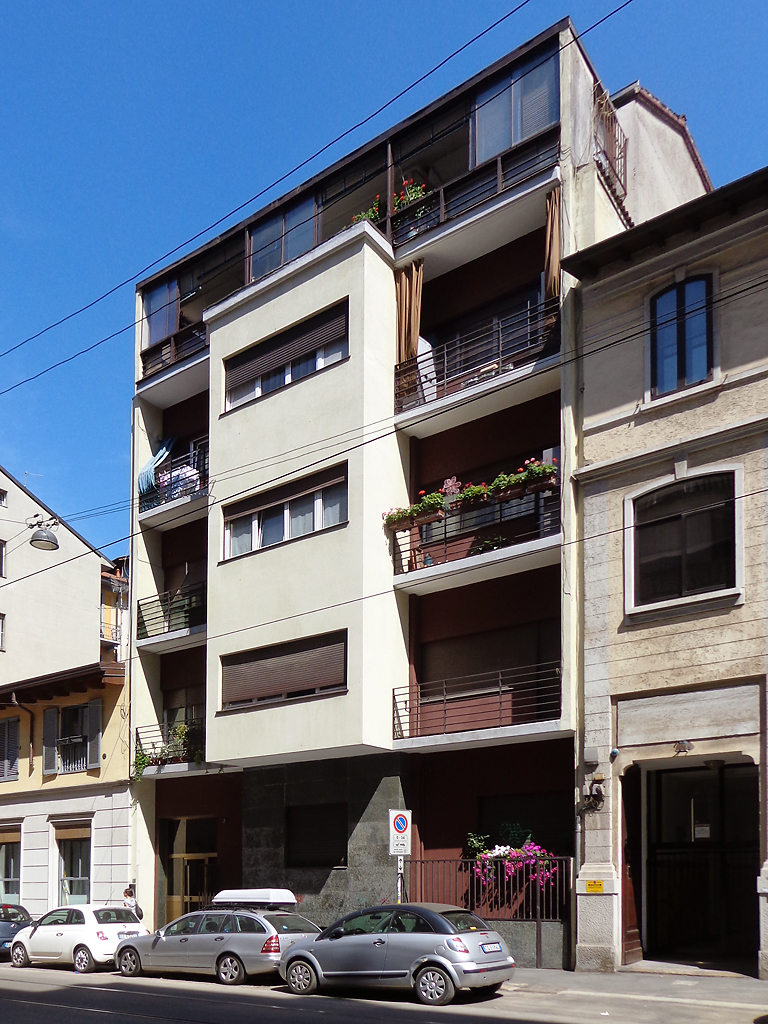
トニネッロ集合住宅
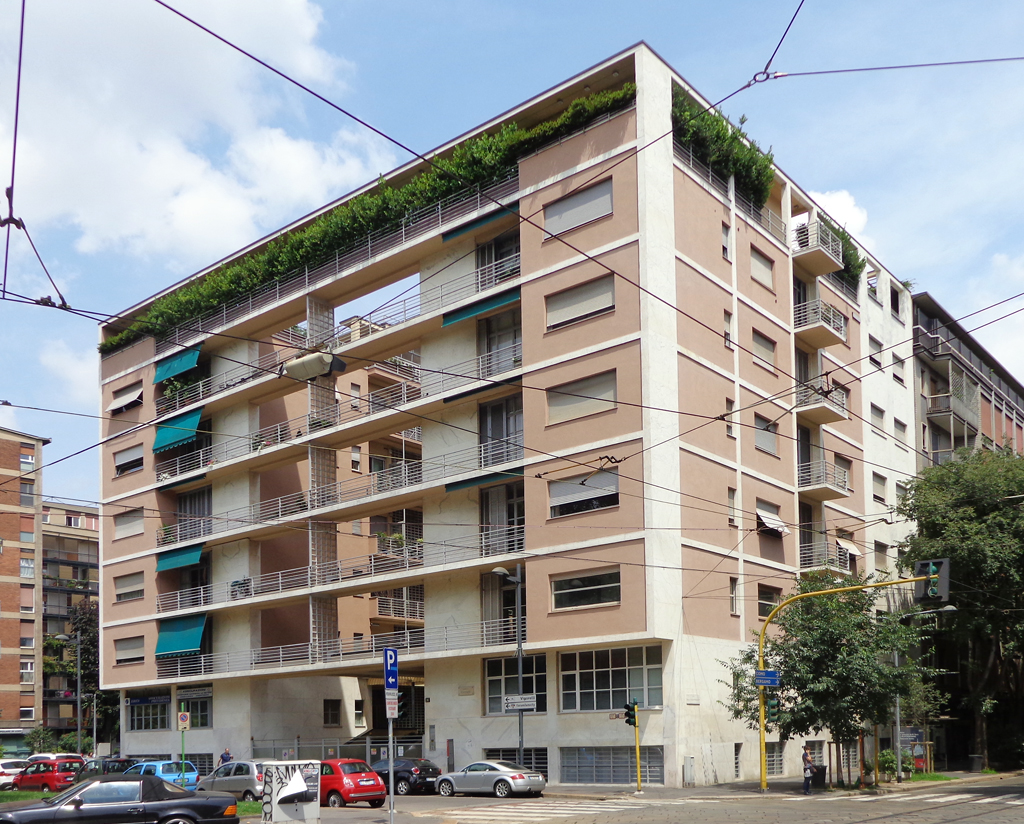
ルスティチ集合住宅
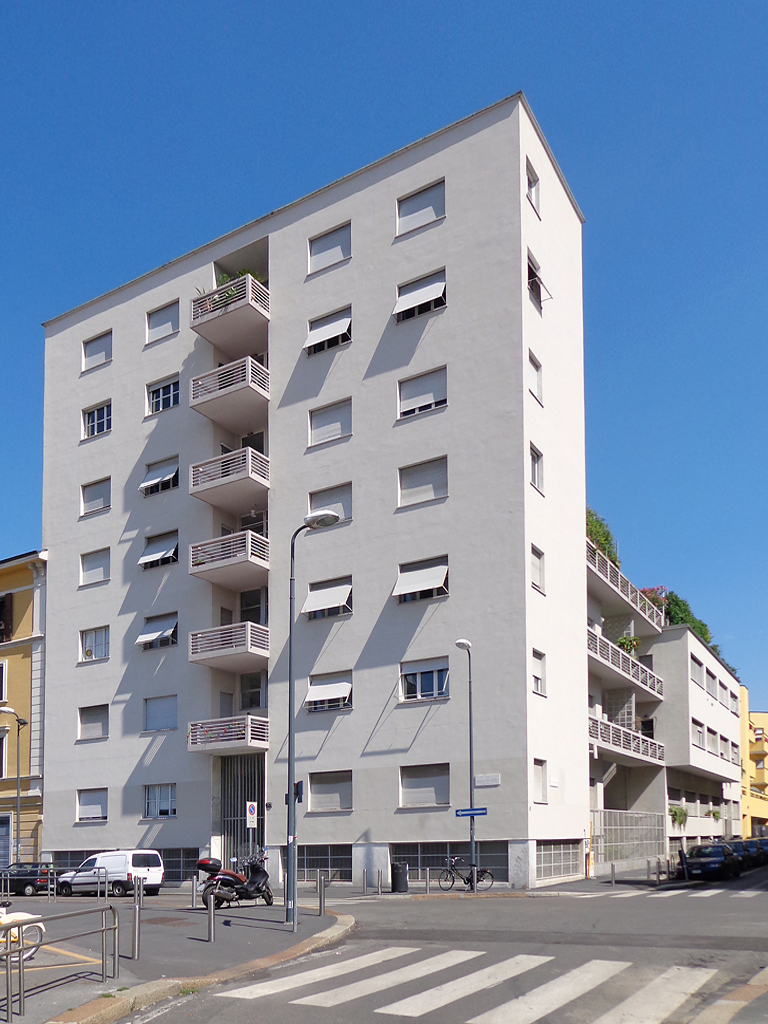
コモッリ・ルスティチ集合住宅
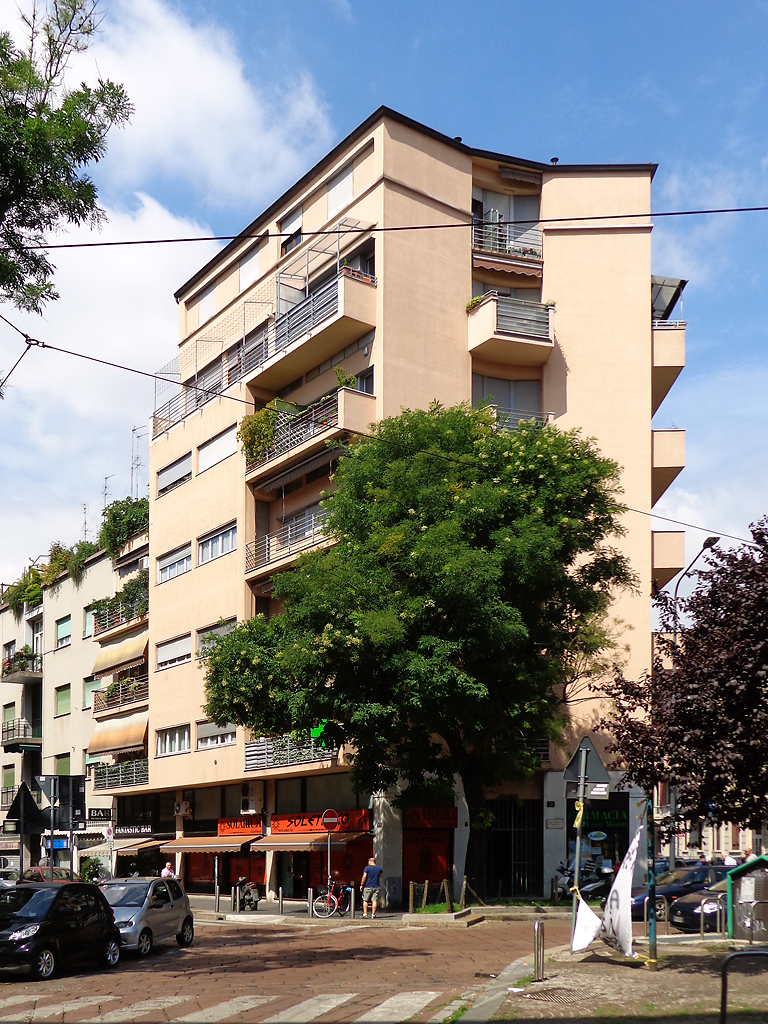
ラヴェッツァーリ集合住宅
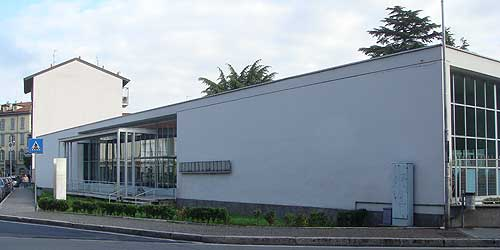
サンテリア幼稚園
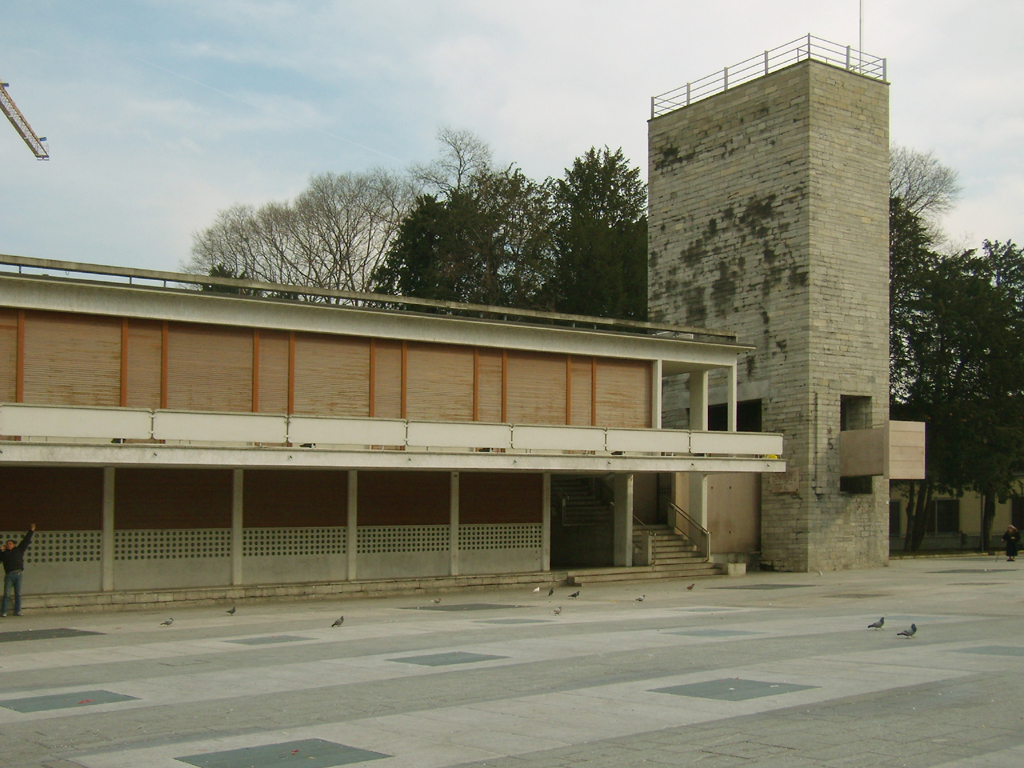
テッラーニ館

## 文献
- 『ジュゼッペ・テッラーニ』、ブルーノ・ゼヴィ編
鵜沢隆訳、鹿島出版会・SD選書、1983年